# Hirschthürl
Hirschthürl ist ein Gemeindeteil von Landsberied im oberbayerischen Landkreis Fürstenfeldbruck. 
Die Einöde liegt circa einen Kilometer nördlich von Landsberied und ist über die Staatsstraße 2054 zu erreichen.

## Geschichte
Hirschthürl wurde 1147 als „Hirzduri“ erstmals urkundlich erwähnt, als Otto von Altmanstein seinen Besitz in Hirschthürl dem Kloster Tegernsee schenkte. Der Name der Einöde verweist auf die höfische Jagd, für die Hecken errichtet wurden, an deren „Toren“ Wild mit Netzen und Schlingen gefangen wurde. 
Später gehörte der Ort zum Schloss Lichtenberg bei Landsberg am Lech.